# Tschuschen:power
tschuschen:power ist der Titel einer österreichischen Jugend-Fernsehserie, die als Miniserie von 5 Folgen konzipiert ist. Die Herstellung erfolgte im Auftrag des ORF von Novotny & Novotny, Regie führte Jakob M. Erwa, der gemeinsam mit Thomas Reider die Idee für diese Serie entwickelte.

## Produktion
Produziert wurde die Serie von der Firma novotny + novotny. Dreharbeiten fanden jeweils in den Sommern 2007 und 2008 in Wien, u. a. im Bezirk Ottakring, statt. Die Idee stammt vom Regisseur Jakob M. Erwa. Für die auftretenden Hauptcharaktere wurden Laiendarsteller eingesetzt. Die Entscheidung über die Auswahl der Schauspieler wurde über Recall-Castings gefällt. Jakob M. Erwa hatte bereits zuvor bei den Dreharbeiten zum Film Heile Welt mit Laiendarstellern gearbeitet. In den Nebenrollen sind bekannte Schauspieler wie Reinhard Nowak und Georg Friedrich zu sehen.

## Inhalt
Die Serie handelt von einer „Bubenclique“ bestehend aus den Figuren Jamal, Rafet, Karim und Milan im Migrantenmillieu Wiens, die als Gruppe zusammen mit dem Charakter Xaver und dem Namen tschuschen:power einen Breakdance-Contest gewinnen will. Nebenbei haben die fünf Jugendlichen mit Alltagsproblemen in Bezug auf Herkunft und soziales Umfeld zu kämpfen. Zusammen wollen sie diese Konflikte bewältigen. Im zweiten Teil der Serie tritt auch eine fünfköpfige Gruppe von Mädchen – ebenfalls mit Migrationshintergrund – auf. Ziel der Serie ist es laut Jakob M. Erwa Klischees auf kecke Art zu brechen.

## Ausstrahlung
Premiere feierte tschuschen:power im Frühjahr 2008 auf dem Filmfestival Diagonale. Die Ausstrahlung im Free-TV erfolgte von 30. März bis 3. April 2009 täglich um etwa 17:20 Uhr auf ORF 1 und ORF 1 HD. Alle 5 Folgen wurden am darauf folgenden Samstag, den 4. April ab 13 Uhr wiederholt, um 15:30 zeigte der ORF ein etwa halbstündiges Making-of. Der Österreichische Rundfunk präsentierte das Serienkonzept im Zuge der Programmreform 2007.
Da das Nachmittagsprogramm von ORF 1 große Schwankungen der Zuseherzahlen aufweist, muss zusätzlich zu den Zuseherzahlen auch der Marktanteil und der Vergleich mit der vorgehenden und nachfolgenden Sendung gezogen werden. Die Einschaltquoten der Sendung und ihre Marktanteile (MA) bewegten sich täglich – einschließlich des Tiefpunkts von 4 % MA am 1. April und des Höhepunkts von 11 % MA am 3. April – mit ein bis zwei Prozent Unterschied auf demselben Niveau wie die vorhergehende (US-Serie Jim hat immer Recht) und die nachfolgende Sendung (Die Simpsons). Am Samstag lief die Sendung mit etwa 8 % Marktanteil, was weniger Zuseher als der vorgehende Formel-1-GP bedeutet, aber messbar mehr als die direkt nachfolgenden Sendungen Gossip Girl, Alles Betty und My Boys, die zwischen 4 und 6 % MA erreichten (bei 27.000 bis 38.000 Zusehern), ist.

## Besetzung
| Rolle   | Schauspieler      |
| ------- | ----------------- |
| Jamal   | Ermeas Shema Kaza |
| Rafet   | Yunus Evren       |
| Karim   | Kamyar Ketabian   |
| Milan   | Sascha Ćerimović  |
| Xaver   | Nikolai Gemel     |
| Leyla   | Rebecca Chelbea   |
| Tara    | Sahar Rassolikhah |
| Sanja   | Milena Todorović  |
| Sibel   | Duygu Arslan      |
| Mai Lin | Yu Guo            |